# Befotaka
Befotaka ou Befotaka Atsimo est une commune rurale malgache, chef-lieu du district de Befotaka, située dans la partie sud-ouest de la région Atsimo-Atsinanana.

## Géographie
Befotaka se situe sur les rives de l'Itomampy. La commune est reliée à Vangaindrano par une route en mauvais état (RN 18). Une grande partie de l'étendue de la commune fait partie du parc national de Midongy du Sud.

## Histoire
Au début du mois de juin 2012, un groupe évalué à 300 « dahalos » (bandits voleurs de zébus) a tendu une embuscade meurtrière aux forces de l'ordre avant de se replier sur un des hameaux de la commune où ils auraient pris en otage une partie de la population.